# Parker Vooris
Parker Baldwin Vooris Jr (ur. 1912, zm. 1989) – amerykański bobsleista, złoty medalista mistrzostw świata.

## Kariera
Największy sukces w karierze Vooris osiągnął w 1959 roku, kiedy wspólnie z Arthurem Tylerem, Garym Sheffieldem i Charlesem Butlerem zwyciężył w czwórkach podczas mistrzostw świata w St. Moritz. Był to jego jedyny medal wywalczony na międzynarodowej imprezie tej rangi. Nigdy nie wystąpił na igrzyskach olimpijskich.